# Gammaropsis nitida
Gammaropsis nitida är en kräftdjursart som först beskrevs av William Stimpson 1853.  Gammaropsis nitida ingår i släktet Gammaropsis och familjen Isaeidae. Arten är reproducerande i Sverige. Inga underarter finns listade i Catalogue of Life.